# ザーウィヤ
ザーウィヤ（Zawiya [zɑːˈwiːə], officially Zawia (アラビア語: الزاوية, transliteration: Az Zāwiyaẗ, イタリア語: Zauia or Zavia, variants: アラビア語: الزاوية الغربية Az Zawiyah Al Gharbiyah, Ḩārat az Zāwiyah, Al Ḩārah, El-Hára and Haraf Az Zāwīyah)）は、リビアの都市。ザウィヤ県の県都である。2011年の人口は約20万人。リビア北西部、トリポリタニアの海岸に位置し、首都トリポリから50km西に位置する。1988年に創立された4月7日大学があり、またリビアに2つある巨大製油所のひとつがあるため、リビアの経済上重要な都市のひとつである。
2011年リビア内戦において、ザーウィヤは政府軍と反政府軍の争奪の舞台となり、激しい戦いが繰り広げられた。2011年2月25日から戦闘が続き、27日に反政府軍が制圧したものの、その後もカダフィ大佐側の政府軍が侵攻を繰り返し、戦闘が長引いた。